# (1294) Antwerpia
(1294) Antwerpia is een planetoïde in ons zonnestelsel.

## Beschrijving
De planetoïde werd ontdekt op 24 oktober 1933 door Eugène Delporte vanop de Koninklijke Sterrenwacht van België te Ukkel. Aanvankelijk droeg dit interplanetaire rotsblok de benaming 1933 UB1. Later werd deze gewijzigd naar (1294) Antwerpia, een verwijzing naar de stad Antwerpen.